# موسساوتال
موسساوتال (به آلمانی: Mossautal) یک منطقهٔ مسکونی در آلمان است که در اودنوالدکرایس واقع شده‌است. موسساوتال ۲٬۵۵۹ نفر جمعیت دارد.